# Cryphia degenerata
Cryphia degenerata là một loài bướm đêm trong họ Noctuidae.